# خوردن

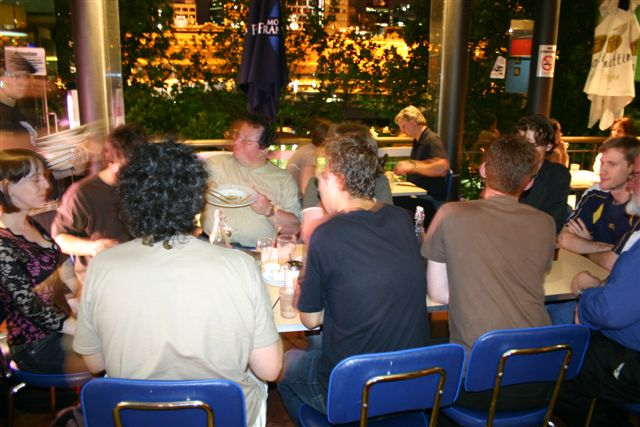
خوردن نوعی فرصت برای دور هم جمع شدن است.

خوردن (به انگلیسی: Eating) یا مصرف کردن، به عمل جویدن و بلعیدن غذا می‌گویند. خوردن یک فعالیت روزانه حیاتی است که به‌طور معمول برای تأمین انرژی و امکان رشد است و در صورت اختلال در این فعالیت ممکن است بدن دچار بیماری‌های گوناگون شود. همهٔ موجودات زنده برای زنده ماندن و بقا به خوردن نیاز دارند، گوشتخواران: خوردن حیوانات دیگر، گیاهخواران: خوردن گیاهان. بعضی جانداران مانند انسان‌ها، هم از گوشت و هم از گیاه تغذیه می‌کنند.

## برای انسان‌ها

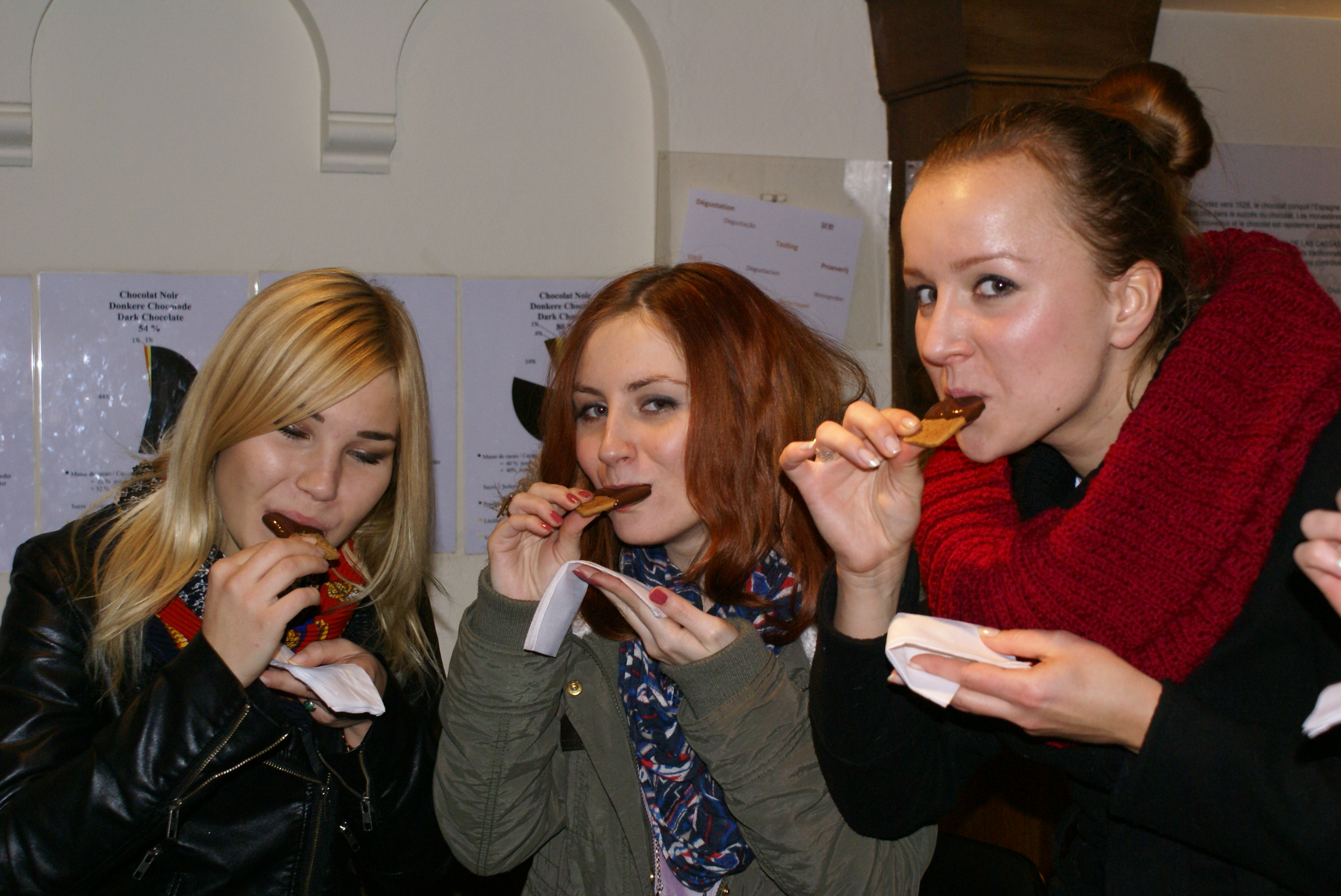
بیسکویت خوردن سه زن

بیشتر جوامع رستوران، فود کورت، غذا فروشی خیابانی برای غذا خوردن بیرون خانه دارند.
مردم معمولاً دو یا سه وعده غذا در روز دارند.
در تعدادی کشورها ممکن است به خاطر قانون شریعت خوردن در طول ماه رمضان وسط روز منع شود.

### تکامل در بدن انسان
نوزاد فقط از شیر تغذیه می‌کند و غذا نمی‌خورد. کودکان به خاطر کم دندانی و دستگاه گوارش نابالغ مقداری غذای کودک مصرف می‌کنند.

#### نقش مغز
ساقه مغز می‌تواند دریافت غذا را کنترل کند چون مدارهای عصبی دارد که گرسنگی را می‌فهمد.

## در جانوران

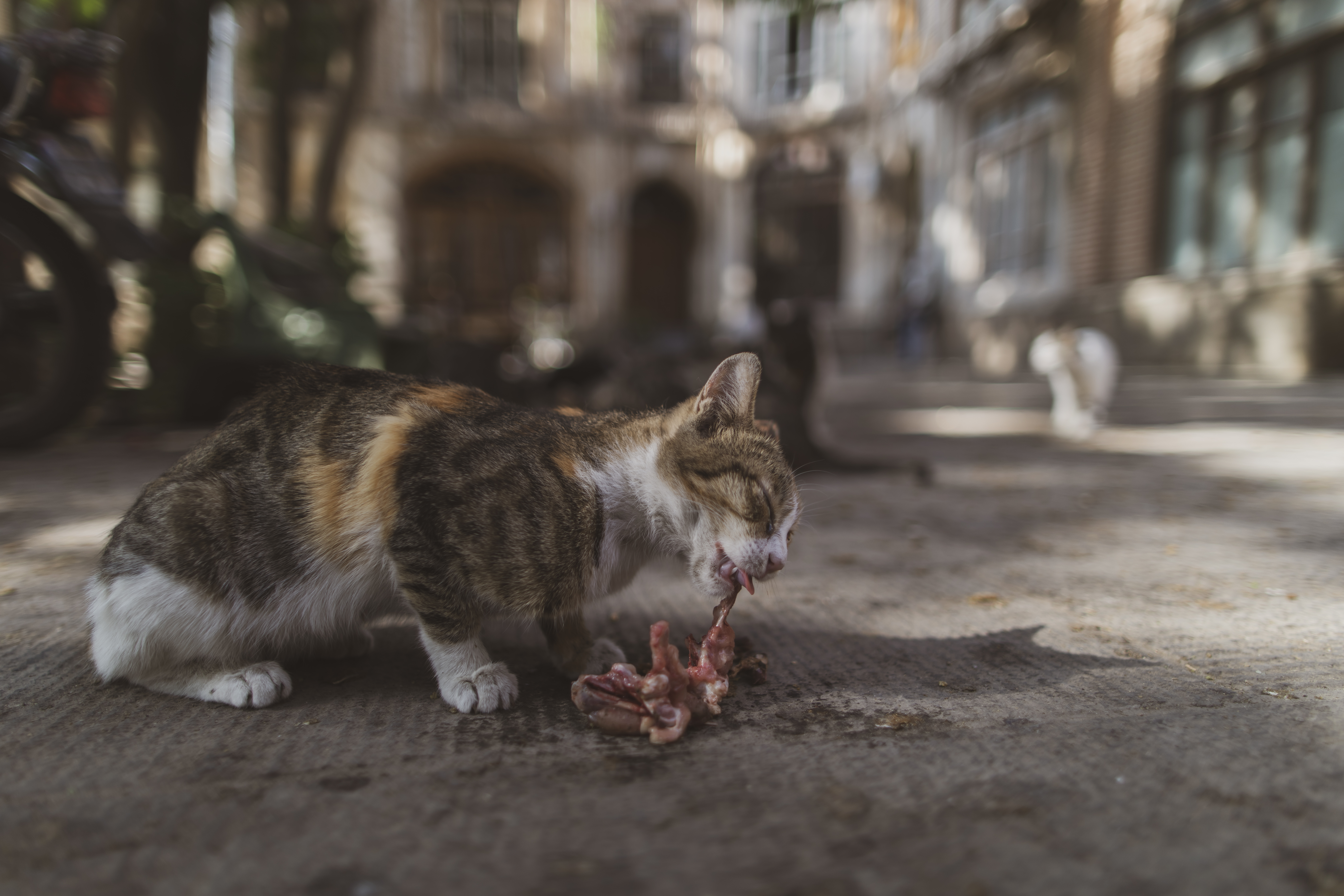
یک گربه در حال خوردن غذا

جانوران مختلف سازوکارهای مختلفی دارند که هرکدام می توانند غذایشان را به طرقی بخورند. معمولا جانوران با تکه تکه کردن غذا می توانند آن را هضم کنند.